# Jesus, meine Zuversicht

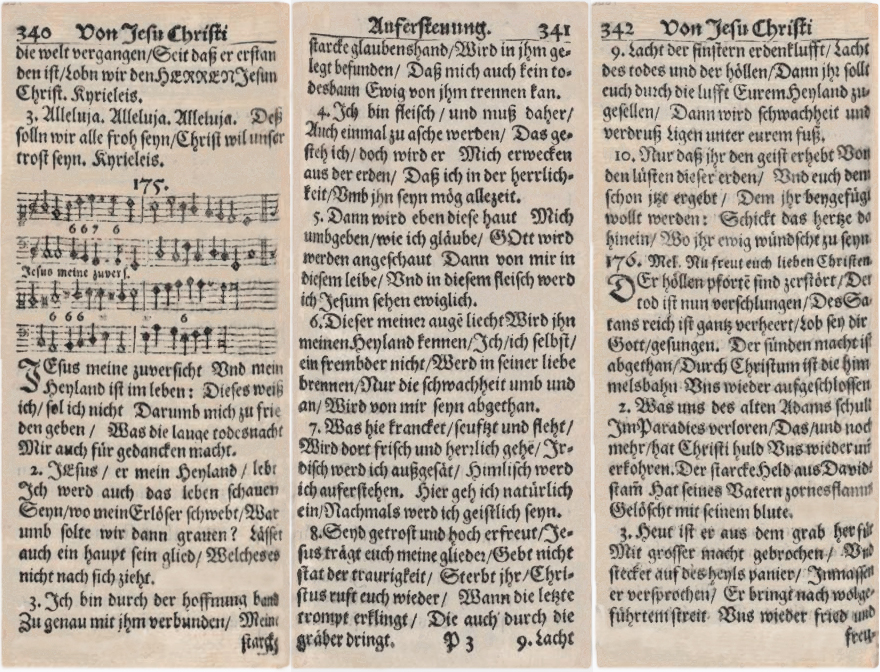
Jesus, meine Zuversicht in der Praxis Pietatis melica 1653

Jesus, meine Zuversicht ist ein deutsches evangelisches Kirchenlied. Eigentlich ein Osterlied, entwickelte es sich im 19. und frühen 20. Jahrhundert zu einem der beliebtesten und heute auch ökumenisch verwendeten Lieder zur Bestattung.

## Entstehung und Aufbau
Erstmals – heute nachweisbar – veröffentlicht wurde das Lied im Jahr 1653 in dem Gesangbuch für die Reformierten in der Mark Brandenburg des Berliner Verlegers Christoph Runge: Geistliche Lieder und Psalmen, als Nr. 140 und im selben Jahr in der fünften Auflage von Johann Crügers Gesangbuch Praxis Pietatis Melica. In beiden Gesangbüchern steht es im Abschnitt Von Jesu Christi Auferstehung als ein Osterlied. Es umfasst zehn Strophen statt der heute gebräuchlichen sieben.

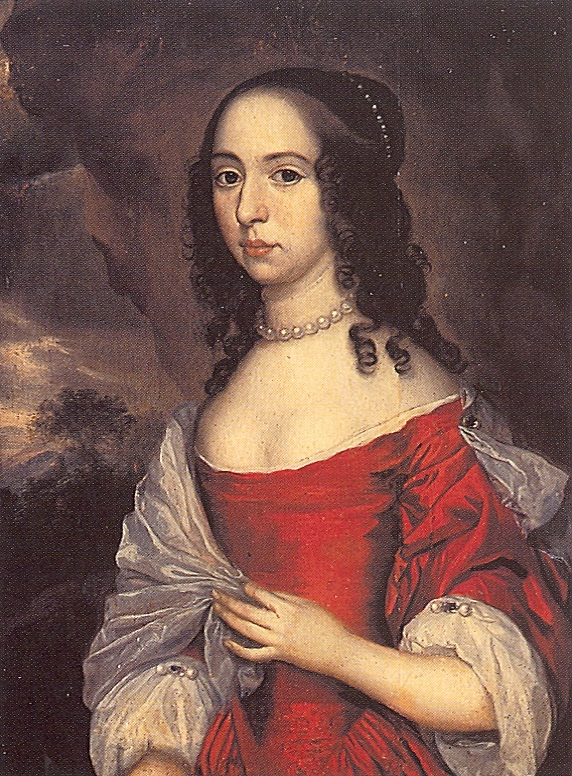
Prinzessin Luise Henriette von Oranien

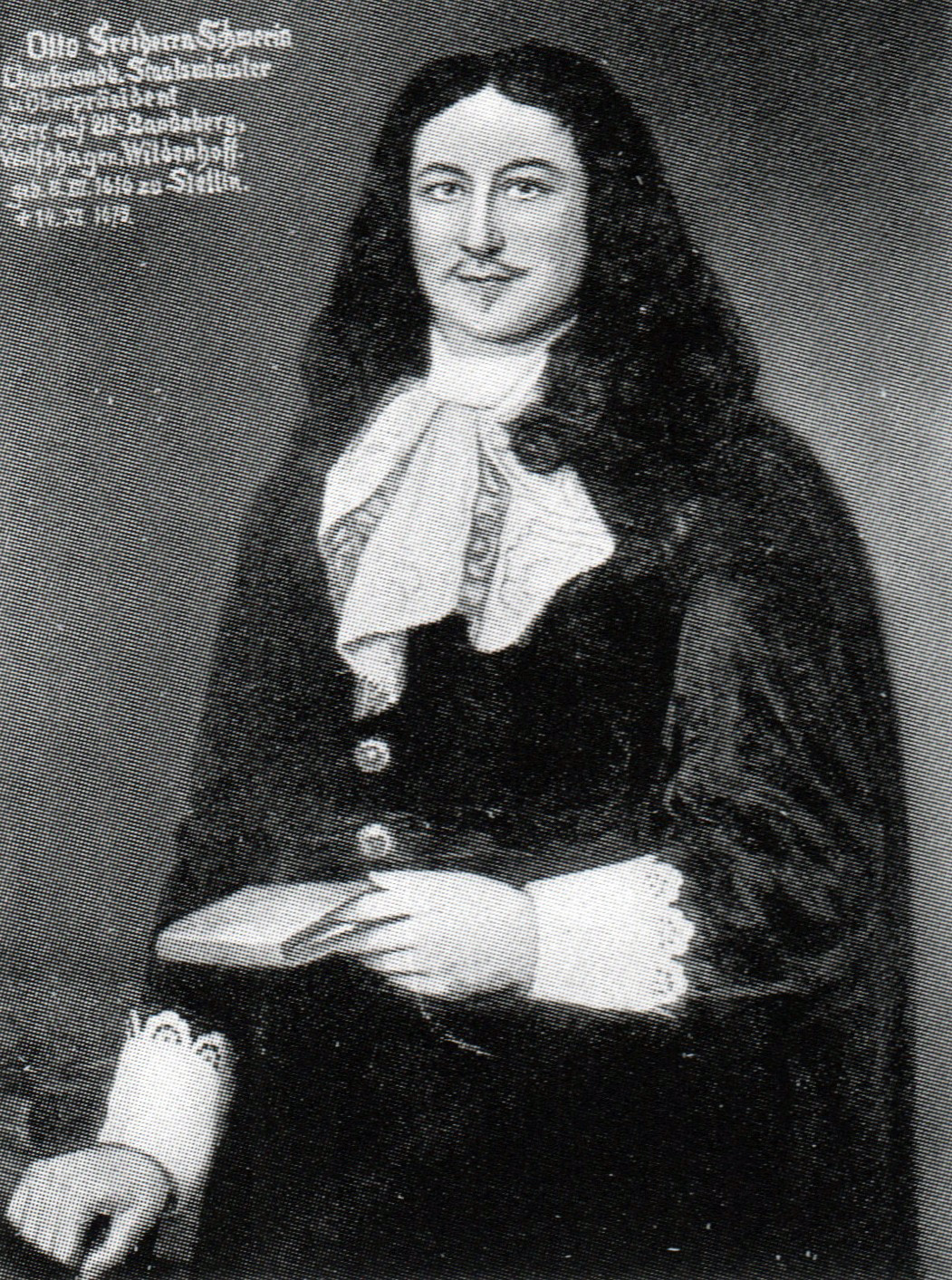
Otto von Schwerin

Durch einen Hinweis in der Vorrede von Christoph Runge, in der er mitteilt, dass Kurfürstin Luise Henriette „solches Buch mit [4] dero eigenen Liedern“, darunter Jesus, meine Zuversicht, „vermehren und zieren“ wollte, hat man seit Ende des 18. Jahrhunderts geschlossen, sie sei auch die Verfasserin des Texts gewesen. Sehr bald kamen Zweifel daran auf, insbesondere wegen der mangelnden Deutschkenntnisse von Luise Henriette. Es wurde auch darauf hingewiesen, dass „eigene“ zu dieser Zeit als Lieblingslieder bzw. als Lieder, die sie sich zu eigen gemacht habe, zu verstehen sei. Nach einer Zeit „völlige[r] Ratlosigkeit“ hinsichtlich des Verfassers hat sich heute die schon im 19. Jahrhundert behauptete und 1977 von Siegfried Fornaçon argumentativ untermauerte These durchgesetzt, der Autor sei Otto von Schwerin, Luise Henriettes Hofmeister und späterer Erster Minister des Kurfürstentums Brandenburg. So wird von Schwerin auch heute im Evangelischen Gesangbuch (EG 526) als Verfasser angegeben. Neben sprachlichen Gründen führt Fornaçon an, dass Ludwig Erk in seinem Deutschen Liederhort einen (heute verschollenen?) Druck aus dem Jahr 1644 erwähnt. Zu diesem Zeitpunkt war Luise Henriette siebzehn Jahre alt und lebte noch in den Niederlanden.
Der Text zieht aus der Auferstehung Jesu den Glauben und die Zuversicht an die eigene leibliche Auferstehung. In früh-pietistischen Formulierungen betont er die enge Verbindung des „Ich“ mit Jesus Christus. Das Bild von „dieser Haut“ (Strophe 5) und „ich, kein anderer nicht“ (Strophe 6) gehen auf die damalige Übersetzung der Lutherbibel von Ijob 19,25–27  zurück. Die Stelle aus dem 19. Kapitel des Buches Ijob findet sich in der christlichen Auslegungstradition auf zahlreichen Grabmonumenten und auch in Händels Oratorium Der Messias, wo die Sopranarie I know that my Redeemer liveth / Ich weiß, dass mein Erlöser lebt den dritten Teil eröffnet. Sie ist auch die biblische Grundlage für Paul Gerhardts Lied Ich weiß, dass mein Erlöser lebt. In heutigen Gesangbüchern ist die 5. Strophe gestrichen, weil die Lutherübersetzung in einer Revision stärker dem hebräischen Urtext angeglichen wurde. Auch die letzten beiden moralisierenden Strophen, die sich nach Fornaçon ebenso wie Strophe 8 an das Lehrgedicht Apotheosis des spätantiken Dichters Prudentius anlehnen, finden sich heute nicht mehr in Gesangbuch. Strophe 7 (heute 6) hat Anklänge an 1 Kor 15,42–44 .

## Text
| Praxis Pietatis Melica (1653) | Heute üblicher Text (EG 526) |
| --- | --- |
| 1. JEsus meine zuversicht Und mein Heyland ist im leben: Dieses weiß ich / sol ich nicht Darumb mich zufrieden geben / Was die lange todesnacht Mir auch für gedancken macht. 2. JEsus / er mein Heyland / lebt Ich werd auch das leben schauen Seyn / wo mein erlöser schwebt / Warumb solte mir dann grauen? Lässet auch ein haupt sein glied / Welches es nicht nach sich zieht. 3. Ich bin durch der hoffnung band Zu genau mit ihm verbunden / Meine starcke glaubenshand / Wird in ihm gelegt befunden / Daß mich auch kein todesbann Ewig von ihm trennen kan. 4. Ich bin fleisch / und muß daher / Auch einmal zu asche werden / Das gesteh ich / doch wird er Mich erwecken aus der erden / Daß ich in der herrlichkeit / Umb ihn seyn mög allezeit. 5. Dann wird eben diese haut Mich umbgeben / wie ich gläube / GOtt wird werden angeschaut Dann von mir in diesem leibe / Und in diesem fleisch werd ich Jesum sehen ewiglich. 6. Dieser meiner augen liecht Wird ihn meinen Heyland kennen / Ich / ich selbst / ein frembder nicht / Werd in seiner liebe brennen / Nur die schwachheit umb und an / Wird von mir seyn abgethan. 7. Was hie krancket / seuftzt und fleht / Wird dort frisch und herrlich gehen / Irdisch werd ich außgesät / Himmlisch werd ich auferstehen. Hier geh ich natürlich ein / Nachmals werd ich geistlich seyn. 8. Seyd getrost und hoch erfreut / Jesus trägt euch meine glieder / Gebt nicht stat der traurigkeit / Sterbt ihr / Christus ruft euch wieder / Wann die letzte trompt erklingt / Die auch durch die gräber dringt. 9. Lacht der finstern erdenklufft / Lacht des todes und der höllen / Dann ihr sollt euch durch die lufft Eurem Heyland zugesellen / Dann wird schwachheit und verdruß Ligen unter eurem Fuß. 10. Nur daß ihr den Geist erhebt Von den lüsten dieser erden / Und euch dem schon itzt ergebt / Dem ihr beygefügt wolt werden: Schickt das hertze da hinein / Wo ihr ewig wündscht zu seyn. | 1. Jesus, meine Zuversicht und mein Heiland, ist im Leben. Dieses weiß ich; sollt ich nicht darum mich zufrieden geben, was die lange Todesnacht mir auch für Gedanken macht? 2. Jesus, er mein Heiland, lebt; ich werd auch das Leben schauen, sein, wo mein Erlöser schwebt; warum sollte mir denn grauen? Lässet auch ein Haupt sein Glied, welches es nicht nach sich zieht? 3. Ich bin durch der Hoffnung Band zu genau mit ihm verbunden, meine starke Glaubenshand wird in ihn gelegt befunden, dass mich auch kein Todesbann ewig von ihm trennen kann. 4. Ich bin Fleisch und muss daher auch einmal zu Asche werden; das gesteh ich, doch wird er mich erwecken aus der Erden, dass ich in der Herrlichkeit um ihn sein mög allezeit. 5. Dieser meiner Augen Licht wird ihn, meinen Heiland, kennen, ich, ich selbst, ein Fremder nicht, werd in seiner Liebe brennen; nur die Schwachheit um und an wird von mir sein abgetan. 6. Was hier kranket, seufzt und fleht, wird dort frisch und herrlich gehen; irdisch werd ich ausgesät, himmlisch werd ich auferstehen. Alle Schwachheit, Angst und Pein wird von mir genommen sein. 7. Seid getrost und hocherfreut, Jesus trägt euch, seine Glieder. Gebt nicht statt der Traurigkeit: Sterbt ihr, Christus ruft euch wieder, wenn die letzt Posaun erklingt, die auch durch die Gräber dringt. |

## Melodie
Dem Lied ist bereits im Rungeschen Gesangbuch eine eigene Melodie ohne Verfasserangabe beigefügt. Johannes Zahn hielt es für möglich, dass Christoph Runge selbst ihr Komponist war. Bei dieser Melodie sind die vier ersten Zeilen durchkomponiert. In Crügers Praxis Pietatis erscheint die Melodie umgebildet, und man kann diese Umarbeitung „wohl mit Sicherheit Crüger zuschreiben“. Hier sind Zeile 3 und 4 des Originals durch eine Wiederholung der ersten zwei ersetzt; die Schlusszeilen bekamen einen für Crüger charakteristischen Schwung. Die Melodie erschien jedoch weiterhin ohne Namenskennzeichen; erst in den Ausgaben der Praxis pietatis durch Peter Sohr von 1668 und 1683 wurde sie Crüger zugeschrieben.
Schon bald wurde das Lied in einer rhythmisch vereinfachten, isometrischen Version gesungen. In dieser Form übernahm sie Christian Fürchtegott Gellert als Lehnmelodie für sein Osterlied Jesus lebt, mit ihm auch ich. Gellert ordnet sie im Anhang seiner geistlichen Liedersammlung ausdrücklich dem Text Jesus lebt, mit ihm auch ich zu; er hatte sie beim Verfassen sicher im Ohr. Es gab auch Alternativmelodien, darunter Meinen Jesum lass ich nicht und eine Hamburger Melodie von Georg Philipp Telemann, die sich aber nicht durchsetzten.
Im 19. Jahrhundert war die Melodie von Jesus, meine Zuversicht ein häufig angeführtes klassisches Beispiel in der Debatte um die Wiederherstellung der rhythmischen Melodieformen im Gesangbuch. Die Befürworter der Wiederherstellung der rhythmischen Fassung beklagten die ihrer Meinung nach „matte Weise der metrischen Eintönigkeit“ und forderten für Jesus, meine Zuversicht, ebenso wie für Nun danket alle Gott und Ein feste Burg ist unser Gott den Abdruck im Gesangbuch „in der schwungvollen, begeisternden Urform neben der vorhandenen, nach Rhythmus und wahrscheinlich auch Harmonie entkräfteten und verkümmerten Form“. Dennoch zeigte die isometrische Form durch ihre weite Verbreitung und einfachere Singweise eine hartnäckige Resistenz. Im Evangelischen Gesangbuch (EG 526) stehen heute beide Fassungen, neben der rhythmischen Fassung Crügers die isometrische als spätere Form.

## Wirkungsgeschichte
Die größte Wirkungsgeschichte entwickelte das Lied nicht wie ursprünglich als Osterlied, sondern anlässlich evangelischer Bestattungen. Es fand seit dem Anfang des 19. Jahrhunderts „als Auferstehungslied am Grabe weiteste volkstümliche Verbreitung“. Schon Gotthilf Heinrich von Schubert bemerkte: „Dieses Lied hat man gesungen, als mein Vater begraben wurde; es ist das Begräbnislied meiner Mutter gewesen, und als man meine selige Frau ins Grab senkte, hat man es auch gesungen.“ Christoph Wilhelm Hufeland wünschte es sich für seinen Grabzug, und bei seiner Beerdigung 1836 wurde es von einer riesigen Trauergemeinde gesungen.
Bereits kurz nach 1800 war es so verbreitet, dass es in amtlichen Verordnungen als das Beerdigungslied schlechthin vorkam, so in einer Mecklenburg-Schweriner Gebührenordnung für „Leichengebühren“ von 1818, wo dem Kantor „für Absingung des Gesanges: ‚Jesus meine Zuversicht‘, oder eines andern am Grabe, wobei ein Schüler respondirt“ eine Gebühr von 30 Schillingen zu zahlen war.
1824 schuf Felix Mendelssohn Bartholdy ein fünfteilige Choralmotette über Jesus, meine Zuversicht (MWV B 13), vermutlich für die Berliner Singakademie. Er verteilte die damals gesungenen sechs Strophen so: erste Strophe Chor (Choral); zweite Strophe Soli (SSATB) mt dem Cantus firmus im zweiten Sopran; dritte Strophe Chor (SSATB), Cantus firmus im Tenor; vierte und fünfte Strophe Aria (Bass-Solo mit Orgel). Die Motette wird von einer Doppelfuge des Chores Halleluja, Amen abgeschlossen. Der Choral erklang auch an Mendelssohns Sarg 1847: „Als der Sarg mit seinem ganzen Schmuck von Blumenkränzen und wehenden Palmen auf dem Anhaltischen Bahnhofe in Berlin eingetroffen war, wurde er auf den vor dem Hause haltenden Leichenwagen gebracht, während ein Musikchor den Choral ‚Jesus meine Zuversicht‘ ertönen ließ. Denselben Choral sang der Domchor, als der Trauerzug, beleuchtet von den ersten Strahlen der aufgehenden Sonne, auf dem Dreifaltigkeitskirchhofe vor dem Halle’schen Thore ankam.“
Spätestens seit dem Gesang von Jesus, meine Zuversicht bei der Ankunft der Leiche der Königin Luise in Berlin 1810 war das Lied, ihr Lieblingslied, Bestandteil der Bestattungskultur des preußischen Königshauses geworden und erklang bei allen Trauerfeierlichkeiten des Hauses Hohenzollern. 1842 bemerkte Hermann Adalbert Daniel, der kein Freund des Liedes war, dass es seine Geltung in der Gemeinde im Wesentlichen „der Gewohnheit und in den preußischen Landen auch dem Patriotismus zu danken hat“.
Eine besondere Bedeutung erlangte es in den Tagen der Deutschen Revolution 1848 im Zusammenhang mit den Berliner Märzgefallenen des Barrikadenaufstands. Die mehr als 200 Gefallenen wurden am 19. März 1848 in den Innenhof des Berliner Schlosses getragen. Die Menge forderte den König in lauten Rufen auf, herauszukommen und den Toten Ehre zu erweisen. Als König Friedrich Wilhelm IV., auf dem Balkon stehend, die Königin am Arm, vor den aufgebahrten Leichen der Forderung nachkam und das Haupt entblößte, stimmte die Menschenmenge spontan Jesus, meine Zuversicht an. Das Geschehen prägte sich allen unvergesslich ein. Der Choral, der den Toten in diesem schaurigen Moment ihre Würde wiedergab, ist sehr unterschiedlich gedeutet worden. Adolf Streckfuß begegnete kurz darauf dem demokratischen Schriftsteller Julius Stein, der ihm seine Sicht der Ereignisse in den Worten zusammenfasste: „Ein Volk, welches ein paar Stunden nach dem Kampfe Jesus meine Zuversicht singt, macht keine Revolution.“
Ferdinand Freiligrath griff dies in seinem politischen Gedicht Die Todten an die Lebenden auf, in dem er die Gefallenen zornige Anklagen und revolutionäre Appelle an die Lebenden richten lässt:

„So war’s! Die Kugel in der Brust, die Stirne breit gespalten,

So habt ihr uns auf schwankem Brett auf zum Altan gehalten!

„Herunter!“ – und er kam gewankt – gewankt an unser Bette;

„Hut ab!“ – er zog – er neigte sich! (so sank zur Marionette,

Der erst ein Komödiante war!) – bleich stand er und beklommen!

Das Heer indeß verließ die Stadt, die sterbend wir genommen,

Dann „Jesus meine Zuversicht!“, wie ihr’s im Buch könnt lesen:

Ein „Eisen meine Zuversicht!“ wär’ paßlicher gewesen!“

In ähnlich kritischer Form äußerte sich Friedrich Engels in der Rheinischen Zeitung zum Jahrestag 1849: „Die Berliner Märzrevolution, dieser schwache Nachhall der Wiener Revolution, hat uns nie begeistert. Berlin sang am 19. März 1848: ‚Jesus meine Zuversicht!‘ Wir raten dem braven Berlin diesmal am 18. März zu sagen: ‚Wrangel meine Zuversicht!‘“

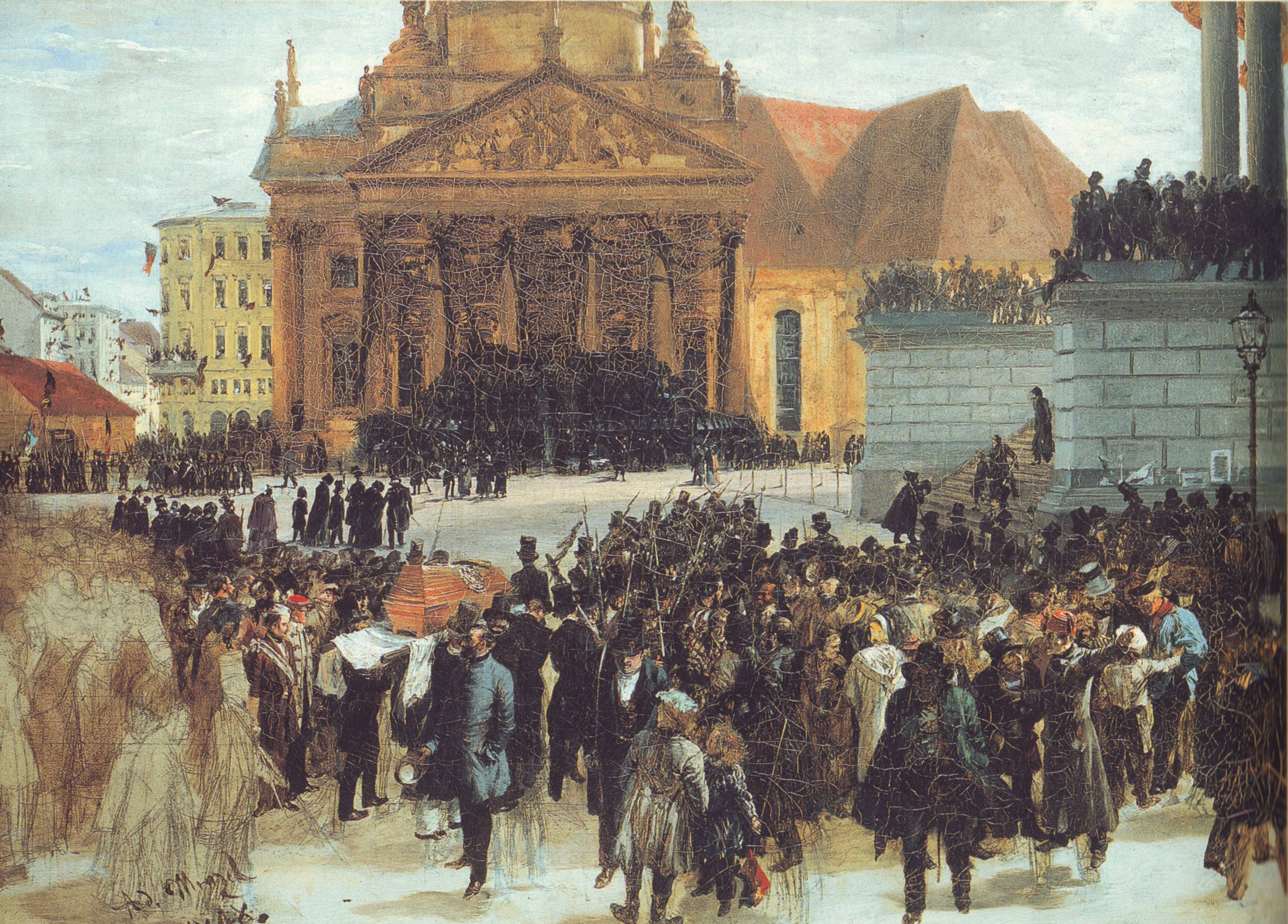
Adolph Menzel: Aufbahrung der Märzgefallenen (1848)

Der Choral erklang auch mehrfach während der Beisetzungsfeierlichkeiten am 22. März, zuerst durch eine Kapelle auf dem Gendarmenmarkt, wo die Särge vor der Neuen Kirche aufgebahrt waren, dann bei der Feier selbst und auch beim Trauerzug zum Friedhof der Märzgefallenen in Friedrichshain, wo es der auf den Stufen zum Königlichen Opernhaus Unter den Linden aufgestellte Domchor anstimmte.
1870 hatte das Lied eine so universale Akzeptanz als zivilreligiöse Trauermusik erlangt, dass es auch bei der Beisetzung des katholischen linksliberalen Abgeordneten Benedikt Waldeck gespielt wurde und den Trauerzug, an dem zehntausende Menschen teilnahmen, eröffnete.
Literarisch verewigt wurde der Choral 1889 in Theodor Fontanes beliebter Ballade Herr von Ribbeck auf Ribbeck im Havelland. Darin wird die Beisetzung des alten Herrn von Ribbeck so beschrieben:

„Und drei Tage drauf, aus dem Doppeldachhaus,

Trugen von Ribbeck sie hinaus,

Alle Bauern und Büdner, mit Feiergesicht

Sangen „Jesus meine Zuversicht“

Und die Kinder klagten, das Herze schwer,

„He is dod nu. Wer giwt uns nu ’ne Beer?““

Der typische Begräbniszug, begleitet von Jesus, meine Zuversicht, fehlt in kaum einer der Erzählungen Fontanes.
Die ökumenische Öffnung und Verwendung setzte sich im 20. Jahrhundert fort. Auch wenn Jesus, meine Zuversicht nicht in das katholische Gesangbuch Gotteslob aufgenommen wurde, so findet es sich doch in der von der Arbeitsgemeinschaft für ökumenisches Liedgut herausgegebenen ökumenischen Auswahl Gesänge zur Bestattung.
Catherine Winkworth schuf eine englische Übersetzung Jesus, my Redeemer, lives für ihre Sammlung Lyra Germanica die sie 1863 für ihr Chorale Book for England als Jesus Christ, my sure defense überarbeitete. Beide Fassungen stehen heute in zahlreichen Gesangbüchern verschiedener Denominationen. Dabei überwiegt Jesus Christ, my sure defense.

### Militärmusik
Seit dem 19. Jahrhundert war Jesus, meine Zuversicht in protestantischen Territorien des Deutschen Reiches Bestandteil des Trauer-Repertoires von Militärkapellen und ist es bis heute geblieben. Eduard Emil Koch berichtet in seiner Geschichte des Kirchenliedes, dass das Lied, das er den „Hoffnungston des Brandenburgischen Hauses“ nennt, im Deutsch-Französischen Krieg 1870/71 „regelmäßig der letzte Trost an den Gräbern der Gefallenen“ war.

„Die Musikkapelle eines ausmarschirten Truppentheils besaß für den Anfang an kirchlichen Musikstücken nichts weiter, als die Noten von zwei Chorälen, nämlich von Nun danket alle Gott und Jesus, meine Zuversicht. Es war, wie der Feldprediger, der dies erzählt, bemerkt, eine ganz bezeichnende Auswahl. Denn der Gedanke lag darin, daß es im Felde gelte, entweder zu siegen oder zu sterben.“

Diese nahezu standardmäßige Verwendung hielt sich durch den Ersten Weltkrieg und die Weimarer Republik hindurch bis in die Jahre des NS-Regimes. Selbst bei Beerdigungen von überzeugten Nationalsozialisten spielten SA-Kapellen weiterhin Jesus meine Zuversicht als Trauerchoral, so bei der Beisetzung von Gustav Zunkel in Weimar 1934. Dies war durch den schon über Generationen dauernden zivilreligiösen Gebrauch begünstigt. Erst später gab es von nationalsozialistischer Seite Widerstand gegen das nun als „konfessionell“ empfundene Lied; so in einer Beschwerde gegen seine Verwendung bei der Trauerfeier für Generaloberst Ernst Udet 1941, wo es vom Musikkorps der Luftwaffe gespielt worden war.

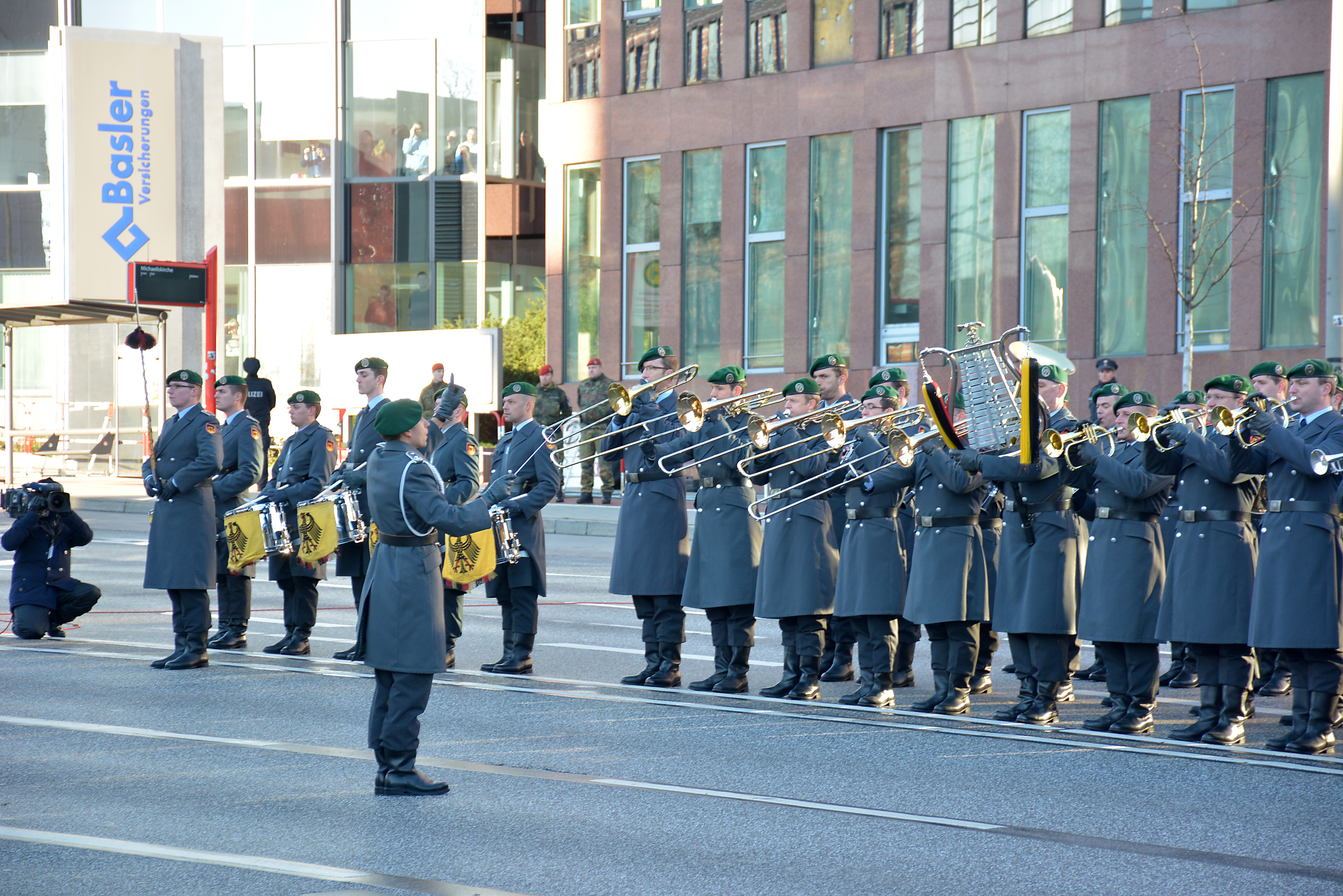
Musikkorps beim Spielen des Trauerchorals, Trauerfeier für Helmut Schmidt 2015

Seit 1962 gibt es eine Zentrale Dienstvorschrift 78/3 der Bundeswehr mit Bestimmungen über das Auftreten der Musikkorps der Bundeswehr. Darin wurde erstmals der Ablauf für das Militärische Ehrengeleit bei Trauerfeiern und Staatsakten festgelegt. Danach spielt das Musikkorps beim Empfang des Sarges einen „Trauerchoral“ bzw. „Präsentierchoral“. Der Choral ist nicht festgelegt, als Beispiel wurde 1970 Was Gott tut, das ist wohlgetan angeführt. Tatsächlich scheint Jesus, meine Zuversicht der älteste und heute noch am meisten verbreitete Trauerchoral der Militärmusik zu sein. Bis heute wird die isometrische Version der Melodie mit augmentierten Tönen gespielt. Jesus meine Zuversicht erklang als Trauerchoral bei den Trauerstaatsakten für Johannes Rau, Richard von Weizsäcker, Helmut Schmidt, Roman Herzog, Helmut Kohl und Horst Köhler.
Wird der Choral beim Gang zum Grab geblasen, so kann er durch das Locken zum Trauermarsch unterbrochen werden.